# اورووویتسه
اورووویتسه (به لهستانی:  Orłowice) یک روستا در لهستان است که در گمینا میرسک واقع شده‌است. اورووویتسه ۳۴۳ نفر جمعیت دارد.